# 网格细胞

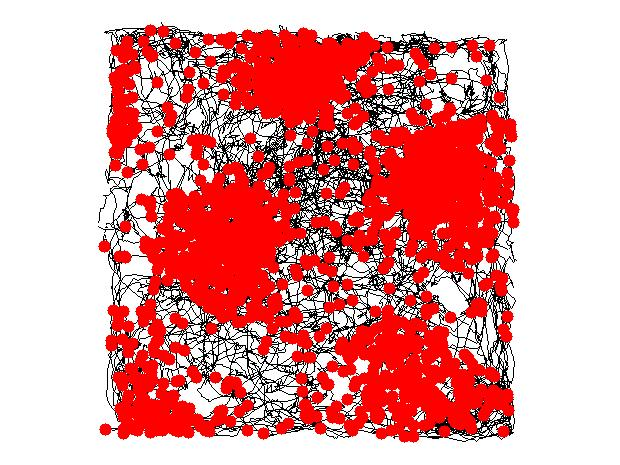
黑线显示的是一只大鼠在一个方形空间的运动轨迹，红点标注的是一个内嗅皮层细胞放电时大鼠所在的位置。

网格细胞得名于连接起其发放野中心的三角形网格。

网格细胞（英文：Grid cell），是一种存在于许多物种大脑中，让动物明白其空间位置的神经细胞。网格细胞是在2005年被发现的，发现者为挪威科维理系统神经科学研究所的爱德华·莫泽、迈-布里特·莫泽及他们的学生Torkel Hafting、Marianne Fyhn 和 Sturla Molden。莫泽夫婦和约翰·奥基夫因“发现构成大脑定位系统的细胞”分享了2014年的诺贝尔生理学或医学奖。 这些细胞的发放野（神经细胞活跃时的动物所在的空间位置，参见感受野）与临近细胞等距分布，由此发现者提出假说，认为这些细胞编码了对欧氏空间的认知表征。利用网格细胞，动物可以基于不断更新的位置和方向信息来动态计算自身的位置。
通常为了展示具有网格细胞空间发放特性的神经元，用于记录单个神经元的电极会被置入大鼠的大脑皮层中，插在被称为背侧内侧内嗅皮层的区域里。大鼠会在神经记录的同时，在一片开阔区域内自由活动。如果记录到的是一个网格细胞，那么每次它发放动作电位时，在大鼠的头所在的位置标记上一个点（如右图所示），累积起来这些点会聚集成簇，好像等边三角形网格的顶点。网格细胞这种规则三角的位置野（place field），区别于其它呈现空间特异性放电的神经元。与之形成对比的如位置细胞，用同样的方法标记细胞放电时动物头的位置，也可以得到成簇的位置野，但是通常一个空间环境里只有一个簇；或者即使有多个位置野，它们也不规则排列。

## 发现的背景
1971年，约翰·奥基夫和 Jonathon Dostrovsky 报告了在大鼠海马体中发现的位置细胞。这些细胞在动物穿行过空间中一小片特定位置时发放动作电位，这一小片位置被称为细胞的位置野（place field）。尽管该发现最初尚存争议，但还是引发了一系列后续研究。奥基夫和同事林恩·纳德尔（Lynn Nadel）后来在1978年将这些研究汇编成了著作《海马体：认知地图》（The Hippocampus as a Cognitive Map ）。“认知地图”同样出现在了1971年的论文标题中。该书认为，海马体内的神经网络实例化了心理学家爱德华·托尔曼提出的认知地图概念。认知地图理论引起了人们极大的兴趣，并激发了数百项旨在阐明海马体在空间记忆和空间导航中的作用的实验研究。
因为内嗅皮层（EC）贡献了对海马体的大部分输入，所以理解内嗅皮层神经元发放的空间特性显然是重要的。最早的研究，如，认为内嗅皮质中的神经元具有相对大而模糊的位置野。然而，两位莫泽认为，如果从内嗅皮质的不同部分进行记录，则可能获得不同的结果。内嗅皮质是从腹侧到背侧沿大鼠脑后缘延伸的组织条带。解剖学研究表明，内嗅皮层的不同部分投射到海马的不同水平：EC背侧末端投向背侧海马体，腹侧则向海马腹侧端投射。这是重要的，因为一些研究表明背侧海马中的位置细胞比来自更腹侧的拥有更锐利的位置野。然而，2004年之前对内嗅空间活动的每项研究都使用了植入EC腹侧末端附近的电极。因此，与Marianne Fyhn，Sturla Molden 和 Menno Witter 一起，两个莫泽开始研究从内嗅皮层的不同背侧到腹侧的水平的空间发放。他们发现，在内侧内嗅皮质（MEC）的背侧，和海马体背侧一样，细胞具有更明显的位置野，只不过相较海马，细胞在多个位置发放。发放野的排列显示出规律性，但实验环境的空间太小，无法在本研究中看到空间周期性。
2005年报告的下一组实验利用了更大的环境，这使得人们认识到细胞实际上是在一个六边形网格图案的顶点发放的。 研究表明，MEC 在同一腹背侧水平的细胞具有相似的网格间距和网格方向，但网格的相位（网格顶点相对于x和y轴的偏移）似乎在细胞之间随机分布。 发放的空间周期性独立于空间中物体的配置，无论地标是可见的还是动物身处在黑暗中，网格细胞都呈现出空间周期性发放，并且与动物的速度和方向的变化无关。作者由此认为，网格单元表征的是动物对自身位置基于路径整合（path-integration）的动态计算。
由于他们发现了网格细胞，爱德华·莫泽、迈-布里特·莫泽和约翰·奥基夫一起在2014年获得了诺贝尔生理学或医学奖。

## 性质

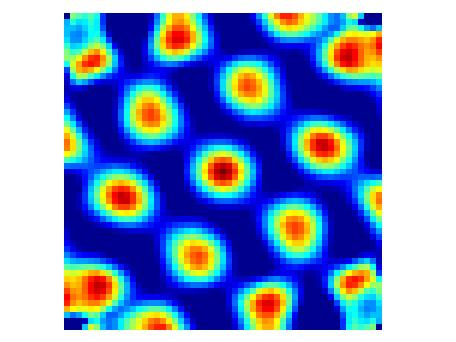
图一细胞神经活动（发放野）的空间自相关图。

网格细胞的最显著特征，是它们会在动物自由移动时，在特定的周期性三角形网格顶点附近放电。在背侧内侧内嗅皮质（dMEC）的所有层中都能发现具有这种发放模式的细胞，但是不同层中的细胞在其他方面有所不同。第II层包含最大密度的纯网格单元，无论动物穿过网格顶点的方向如何，它们都会一样发射。在dMEC较深层，网格细胞则与头部朝向细胞混杂在一起，有些细胞还有混合选择性（conjunctive cells, 在第III，V和VI层中存在具有网格状位置野、且只有以一定方向穿过位置野时才会放电）。
彼此相邻的网格细胞通常呈现相同的网格间距和方向，但是它们的网格顶点彼此偏移。然而，相距一定距离的电极记录的细胞经常显示出不同的网格间距。更位于腹侧（即，远离MEC的背边界）的细胞通常在每个网格顶点处具有更大的发放野，并且相应地在网格顶点之间具有更大的间隔。网格间距的总范围尚未确定：初始报告描述了MEC的最背部（上部25％），那里的网格间距大致有两倍的变化范围（从39厘米到73厘米），但有迹象表明在更腹侧区域中有相当大的网格尺度。2008年的一篇研究记录了沿着18米跑道运动的大鼠的多层网格细胞，发现网格间距从最背侧记录位置的约25厘米扩展到最腹侧的约3米。这些记录仅延伸到腹侧尖端的3/4处，因此可能存在更大的网格。理论研究表面，大脑编码空间信息确实需要这种多尺度表征。
网格细胞不需要视觉输入就能呈现网格位置野，因为当环境中的所有灯都关闭时，细胞的位置野依然保持不变。然而，视觉线索强烈影响网格的对齐：如果动物被放置于一个圆柱体盒子内，如果将内壁上的提示卡整体平移，网格位置野会旋转相同的量。网格图案在动物第一次进入一个环境时就会出现，此后通常保持稳定。当动物进入完全不同的环境时，网格单元保持其网格间距，相邻单元格的网格保持其相对偏移。

## 与海马位置细胞的相互作用
当大鼠移动到不同的环境时，海马位置细胞的空间活动模式通常显示“完全重映射” - 也就是说，它们的位置野重新组织，与原始环境中的模式没有可检测到的相似性。 然而，如果环境的特征不那么根本地改变，则位置野可以显示较小程度的变化，称为“发放率重映射”，许多细胞改变它们的发射率但是大多数细胞保留其位置野， 在和之前相同的位置发放。同时记录海马和内嗅细胞发现，在海马显示发放率重映射的情况下，网格细胞不改变其发射模式，而当海马体完全重映射时，网格细胞发射模式显示不可预测的移位和旋转。

## 与θ波的关系
几乎海马系统的所有神经活动都受到边缘系统Theta波（在大鼠中θ波的频率范围为约6-9Hz）的调制， 内嗅皮质也不例外：像海马一样，它从内侧中隔内核（θ波的中央控制器）接受胆碱能和Γ-氨基丁酸能输入。网格细胞，如海马位置细胞，显示强烈的θ调制。 来自MEC II层的网格细胞也类似于海马位置细胞，因为它们显示出相位进动，即，当动物逐渐接近、通过和离开网格顶点时，它们的动作电位时刻从θ周期的晚期到早期阶段前进。 来自第III层的大多数网格细胞不呈现相位进动，但它们的动作电位相位主要限于θ周期的一半。 网格细胞的相位进动不是来源于海马体，因为在海马的活动已被GABA激动剂抑制的动物中，网格细胞仍呈现相位进动。

## 可能的功能
最早的研究认为是内嗅皮质计算出的位置编码，并输入海马体，以形成位置和事件之间的关联，这种关联被认为是海马体内的记忆形成所必需的。
许多种类的哺乳动物即使在没有视觉，听觉，嗅觉或触觉线索的情况下也可以通过整合它们的运动来跟踪空间位置 - 这样做的能力在文献中被称为路径整合。许多理论模型已经探索了可以通过神经网络执行路径整合的机制。大多数研究中，例如或，模型的主要成分是（1）位置的内部表示，（2）速度的内部表示和移动方向，以及（3）当动物移动时将编码位置移动适当量的机制。因为MEC中的细胞编码有关位置（网格细胞）和移动（头部方向细胞和 conjunctive cells ）的信息，因此该区域目前被视为大脑中最有可能的进行路径整合的区域。然而，这个问题仍然没有得到解决，因为在人类中，内嗅皮质似乎不是路径整合所必需的。Burak和Fieta（2009）表明，一个模拟网格细胞的计算系统能够以高精度执行路径整合。然而，最近的理论工作表明，网格单元可能执行更一般的去噪过程，而不一定与空间处理有关。